# Brest GK Meschkow
Brest GK Meschkow (belarussisch Берасьцейскі гандбольны клюб імя Мяшкова Beraszejski handbolny kljub imja Mjaschkowa; russisch Брестский гандбольный клуб имени А.П. Мешкова Brestski gandbolny klub imeni A.P. Meschkowa) ist ein belarussischer Handballverein aus der Stadt Brest, der nach dem Handballförderer Anatoli Petrowitsch Meschkow benannt ist. Die 1. Männer-Mannschaft spielt in der belarussischen Liga sowie der SEHA-Liga und nahm an internationalen Wettbewerben teil.

## Erfolge
BGK Meschkow konnte bisher 15-mal die belarussische Meisterschaft (2004–2008, 2014–2023) und 13-mal den Pokal (2004–2005, 2007–2009, 2011, 2014–2018, 2020–2021) gewinnen. In der SEHA-Liga wurde der Verein bei seiner ersten Teilnahme 2012/13 Sieger der regulären Saison, in den anschließenden Play-offs wurde er Vierter.
Größter internationaler Erfolg war das Erreichen des Viertelfinals in der EHF Champions League 2020/21 und im EHF-Europapokal der Pokalsieger 2011/12.

## Spieler
Nachdem der Verein von der EHF nach dem russischen Überfall auf die Ukraine 2022 für internationale Wettbewerbe gesperrt worden war, verließen einige Spieler das Team. Dazu gehörten Dmitri Santalow, Paweł Paczkowski, Jaka Malus und Baptiste Bonnefond.

## Trainer
Trainiert wurde das Team u. a. von Alexei Popowitsch, Miglius Astrauskas, Gintaras Savukynas (2010–2012), Željko Babić (2013–2015), Serhij Bebeschko (2015–2018), Manolo Cadenas (2018–19), Raul Alonso (2019–2021) und von Juli 2021 bis März 2022 von Daniel Gordo und Nuno Farelo. Dsmitryj Zichan wurde als Interimstrainer und ab Sommer 2022 zum Cheftrainer berufen. Im März 2023 übernahm Eduard Kokscharow den Trainerposten.